# عبر الأطلسي (رواية)
عبر الأطلسي (بالإنجليزية: Trans Atlantyk)‏ هي رواية للكاتب البولندي فيتولد غومبروفيتش نشرت لأول مرة في عام 1953م في باريس من قبل المعهد الأدبي. سير الأحداث في الرواية يتتبع عن كثب التجربة الخاصة لغومبروفيتش في السنوات أثناء وبعد الحرب العالمية الثانية.

## أحداث الرواية
سلسلة خيالية من التحولات والانعطافات وجد الشاب فيها نفسه قد تحول من ثري فاسق إلى مُشرد يعيش حياة قد تجرع فيها أشكال الضيق والعوز كافة. وتدور الأحداث حول فيتولد، وهو كاتب بولوني، كان قد شرع في رحلة عبر المحيط إلى الأرجنتين، التي وصل إليها في رحلة سياحية فأندلعت الحرب العالمية الثانية، فيجد نفسه غير قادر على العودة إلى الوطن، ومع هيمنة النازيين على بلاده، قُتل بعض أفراد عائلته وتشرد الباقون، وصودرت أملاك العائلة. فتحولت رحلة الأيام المعدودة إلى إقامة قسرية في الغربة من دون معين.